# Colville Lake
Colville Lake est une ville du Canada, située au nord-ouest de Yellowknife.
Elle est située à 67'02'N de latitude et 126'07'W de longitude. On y parle l'anglais et le North Slavey. 
Colville Lake est probablement une des plus traditionnelles villes des Territoires du Nord-Ouest. Située dans le pays traditionnel de North Slavey Dene, l'organisation de la communauté n'a pas commencé avant 1962 quand la Mission Catholique Romaine fut créée. L'économie est basée sur la chasse, la pêche et le tourisme.

## Population
- 110 (recensement de 2021)
- 129 (recensement de 2016)[1]
- 149 (recensement de 2011)
- 126 (recensement de 2006)[2]
- 102 (recensement de 2001)